# Песома
Песома — река в России, протекает в Парфеньевском районе Костромской области. Левый приток реки Вохтома.

## География
Река Песома берёт начало северо-западнее нежилой деревни Потаповское. Течёт на юго-запад и впадает в Вохтому неподалёку от села Матвеево. Устье реки находится в 31 км по левому берегу реки Вохтома. Длина реки составляет 22 км.

## Данные водного реестра
По данным государственного водного реестра России относится к Верхневолжскому бассейновому округу, водохозяйственный участок реки — Унжа от истока и до устья, речной подбассейн реки — Бассей притоков Волги ниже Рыбинского водохранилища до впадения Оки. Речной бассейн реки — (Верхняя) Волга до Куйбышевского водохранилища (без бассейна Оки).
По данным геоинформационной системы водохозяйственного районирования территории РФ, подготовленной Федеральным агентством водных ресурсов:
- Код водного объекта в государственном водном реестре — 08010300312110000016294
- Код по гидрологической изученности (ГИ) — 110001629
- Код бассейна — 08.01.03.003
- Номер тома по ГИ — 10
- Выпуск по ГИ — 0